# Green Spring Gardens Park

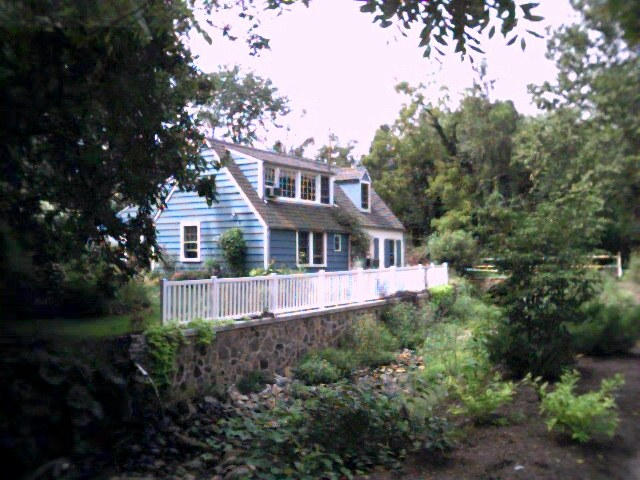
Green Springs Garden Park.

Green Spring Gardens Park es un jardín botánico de 9,25 hectáreas (26 acres) de extensión que se encuentra en Alexandria, Virginia. Está administrado por el "Fairfax County Park Authority". Su código de identificación internacional es GSFP.

## Localización
Green Spring Gardens, 4603 Green Spring Road, Alexandria, Virginia 22312 EE. UU.
Se encuentra abierto diariamente, sin tarifa de entrada.

## Historia
Este jardín botánico fue una antigua casa de campo de 1760 con un jardín a su alrededor diseñado por la notable paisajista norteamericana Beatrix Farrand. 
En 1942 el editor Michael Straight compró la finca haciendo algunas modificaciones en la casa y en los jardines. 
En 1970 el editor Michael Whitney Straight donó la casa y el jardín circundante al condado de Fairfax.

## Colecciones
Este jardín botánico consta de unos 20 jardines temáticos de exhibición, entre los que destacan : 
- Rosaleda
- Buxus
- Jardín de plantas silvestres
- Colección de Hamamelis con (13 taxones, y 4 especies), por esta colección el Green Spring Gardens Park es miembro provisional del North American Plant Collections Consortium.
- Bosque del valle, con un arroyo que lo atraviesa, charcos, y un Gazebo
- Invernadero con numerosas especies de plantas tropicales, y
- Biblioteca con numerosas obras referentes a horticultura
- "The Horticulture Center"